# 愛美麗狂想曲
《愛美麗狂想曲》（英語：Beauty And The Boss），香港電視廣播有限公司拍攝製作的時裝女性為主的時裝愛情喜劇勵志寫實電視劇，由陳豪、李佳芯、蕭正楠及陳瀅領銜主演，並由曹永廉、譚凱琪、楊詩敏、姚嘉妮、朱智賢、劉溫馨、林凱恩、何遠東、思霆、淼及胡㻗聯合演出，並由何廣沛特別演出，監製為羅永賢。
此劇是2020年香港國際影視展十一部推介劇集之一，以及myTV SUPER及TVB Anywhere Original首部原創劇；內容講述一班時下女性為追求幸福，在過程中他們雖遇到各種問題，但卻為追求屬於自己的幸福而努力。
此劇於2020年12月14日在myTV Gold及TVB Anywhere點播專區搶先看全套上架。
此劇是余子明生前最後一部的無綫電視劇集。

## 播出時間
| 頻道               | 所在地               | 播映日期       | 播出時間／備註                            |
| ------------------ | -------------------- | -------------- | ----------------------------------------- |
| myTV Gold點播區    | 香港                 | 2020年12月14日 | 每週一晚上八點更新五集 提供粵語、國語版本 |
| TVB Anywhere點播區 | TVB Anywhere服務地區 | 2020年12月14日 | 每週一晚上八點更新五集 提供粵語、國語版本 |
| 翡翠台             | 香港                 | 2021年3月22日  | 星期一至五晚20:30－21:30                  |
| 翡翠台             | TVB Anywhere服務地區 | 2021年3月22日  | 星期一至五晚20:30－21:30                  |
| Astro AOD          | 马来西亚             | 2021年3月22日  | 星期一至五晚20:30－21:30                  |

## 演員表
| 演員            | 角色    | 暱稱／關係 |
| 古天祥          | Charles | 注資者 整劇沒有露面 |
| 陳 豪           | 麥子風  | Matt少、Matthew 大中華區的行政總裁 45歲 沈慧之前夫，於第22集回憶四個月前於上海與其發生一夜情，育有一子 麥上人之父 唐仁、蘇澤基之好友 張月之前男友，後復合，最後因王麗美而分手 王麗美之師兄兼上司，並與其有感情線，於第20集向其示愛，並成為其男友，後因沈慧懷孕而暫時分開 於第30集向王麗美求婚，並被其拒絕，但與其維持情侶關係 支持王麗美追求夢想 |
| 蕭正楠          | 唐 仁   | 仁哥、愛妃（李小勇專稱） 富二代 客戶經理 說話經常口中帶刺和比較女性化（即俗稱的娘娘腔） 患有心肌梗塞 麥子風、蘇澤基、韜哥之好友 李小勇之上司，與其有感情線並不自覺暗戀其，於第21集與其閃婚，成為其夫 藍嵐之單戀對象，後為其未婚夫（為協助父親而訂婚），最後分手 |
| 邵展鵬 （青年） | 蘇澤基  | 基哥 高級客戶主任 麥子風、唐仁、Scott之好友 陳雅潔之前男友 蔡思琪之好友兼與其有感情線，並曾被其拒絕，最後為其夫 與彭鵬不和，後和好 與文靖有感情線，於第20集成為其男友，後分手 袁詠思之男友，後分手 經常與女人發生一夜情 於第29集入院，後於第30集擅自出院 |
| 曹永廉          | 蘇澤基  | 基哥 高級客戶主任 麥子風、唐仁、Scott之好友 陳雅潔之前男友 蔡思琪之好友兼與其有感情線，並曾被其拒絕，最後為其夫 與彭鵬不和，後和好 與文靖有感情線，於第20集成為其男友，後分手 袁詠思之男友，後分手 經常與女人發生一夜情 於第29集入院，後於第30集擅自出院 |
| 楊詩敏          | 蔡思琪  | Kiki、Kiki姐 36歲 總監 家族遺傳患有腦萎縮 王麗美之同事兼好友，為幫助王麗美進入天睿工作，與其假扮表外甥女關係 程志華之女友，後為其未婚妻，最後分手 蘇澤基之好友兼與其有感情線，並曾拒絕其，最後為其妻 Scott之好友 經常與男人發生一夜情 於第30集假裝腦萎縮，病情惡化而失憶 |
| 朱智賢          | 文 靖   | Mandy、Mandy姐、滅絕師太、李莫愁、胖胖 泛太平洋區行政總裁，於第9集入職 以前體型肥胖 為人尖酸刻薄 針對麥子風等人，後和好 曾暗戀蘇澤基，並與其有感情線，於第20集成為其女友，後分手 於第27集因公司即將結業而接受Patti and Morrissey公關公司之邀請，後於第29集交代實為到美國尋找注資者 |
| 李佳芯          | 王麗美  | Amelia、阿Me 36歲 1984年10月11日出生 大中華區行政總裁助理，於第13集起為客戶主任 周家明之妻，後因其出軌而離婚 周卓軒之繼母 蔡思琪之同事兼好友，受其虛報成二十六歲並假裝其表外甥女進入天睿工作 何雨欣、李小勇之同事兼好友 與鄭宇有感情線，後為其女友，於第20集分手 麥子風之師妹兼助理，並與其有感情線，於第20集被其示愛，並成為其女友，後因沈慧懷孕而暫時分開 於第9集發現鄭宇不是廢青 於第30集舉行攝影展並推出書本「千里之行」 於第30集拒絕麥子風的求婚，但與其維持情侶關係 |
| 陳 瀅           | 李小勇  | 小勇、小勇妻（唐仁專稱） 高級客戶主任 25歲 1995年6月8日出生 客戶主任 何雨欣之室友兼好友 王麗美之同事兼好友 唐仁之下屬，與其有感情線，於第21集與其閃婚，成為其妻 王林之師妹並暗戀其，後成其女友，知道其多次出軌但選擇原諒其，最後分手 韜哥之好友 原本抗拒生孩子，後妥協，但輸卵管太窄導致不育，最後於第30集成功懷孕 |
| 譚凱琪          | 何雨欣  | 阿Yan 客戶文員，於第6集入職 許文強之女友，後分手 李小勇之室友兼好友 王麗美之同事兼好友 認識韓磊後開始黑化 於第19集洩露公司計劃書並嫁禍給Peter 於第18集成為韓磊之情婦，後被其嫌棄而導致分手 於第28集回憶被霍太太掌摑 於第28集遇車禍 於第29集透露將回惠州生活 |
| 林凱恩          | 藍 嵐   | 千金小姐 公關 單戀唐仁，後為其未婚妻（為幫助其家族生意），最後分手 徐飛之單戀對象，後拒絕其 於第14集辭職，於第15集重返 意外爆紅，後來被父親送到南非，實為到法國學習甜品製作，後於第28集回港並交代已開設曲奇餅店 |
| 何遠東          | 彭 鵬   | 公關 筆名：彭於雁 與蘇澤基不和，後和好 孫君佳之好友並與其有感情線，計劃結婚 林雅婷之網友 網名：殞石級俊男Benjamin |
| 思霆            | 林雅婷  | 公關 來自台灣 彭鵬之網友 網名：粉紅色的士多啤梨 |
| 淼              | 孫君佳  | 文靖之助理 彭鵬之好友並與其有感情線，計劃結婚 於第9集登場 |
| 胡 㻗           | 徐 飛   | 公關，後為麥子風之助理 單戀藍嵐，並被其拒絕 |
| 蔡菀庭          | Amy     | |
| 孟希璘          | Betty   | |
| 丁樂鍶          | Cat     | |
| 丘梓謙          | Dave    | |

### 其他演員
| 演員   | 角色                     | 暱稱／關係 |
| 姚嘉妮 | 沈 慧                    | 阿慧 全球殷逸酒店集團總裁 麥子風之前妻 麥上人之母 於第22集憶述四個月前與麥子風於上海發生一夜情，後懷孕 於第29集兒子出世後，與麥子風分開 Norman之女友，後因懷孕而暫時分開，最後與其復合                                  |
| 劉溫馨 | 張 月                    | 26歲 1994年出生 模特兒 麥子風之前女友，後復合，最後因為王麗美而分手 |
| 何廣沛 | 鄭 宇                    | Rex 28歲 1992年出生 富三代 遊戲程式公司老闆 健康食品公司董事長鄭維德之孫子 暗戀王麗美，與其有感情線，後為其男友，於第20集分手 於第8集向王麗美表白 於第29集找王麗美合作做遊戲資料搜集，於第30集恢復朋友關係 （特別演出） |
| 黎振燁 | 王 林                    | 李小勇之師兄，而被其暗戀，後成其男友，多次出軌，因與其價值觀不合而分手 抄襲學生作品去參加比賽 |
| 黃子恆 | 韓 磊                    | 已婚，有一子 於第18集成為何雨欣之男友，後分手 |
| 胡渭康 | 周家明                   | 家明 王麗美之夫，後因出軌而離婚 周卓軒之父 竇蓉之男友，後為其未婚夫，不知道其已婚 |
| 吳沚默 | 竇 蓉                    | Café老闆 周家明之女友，後為其未婚妻，不知道其已婚 |
| 黃建東 | 許文強                   | 文強 內地豬場老闆 何雨欣之男友，後分手 於第8集登場 |
| 林溥來 | 程志華                   | BabyBaby 醫生 媽寶 蔡思琪之男友，後為其未婚夫，最後分手 |
| 黃庭鋒 | 周卓軒                   | 周家明之子，與其不和 王麗美之繼子，與其關係很好 被誤會是王麗美之男友 於第14集登場 於第20集與豆豆一起回倫敦 |
| 張秀文 | 袁詠思                   | Ivy 蘇澤基之女友，後分手 |
| 黃凱琪 |                          | 職員 |
| 張詩欣 |                          | 職員 |
| 余富根 |                          | 職員 |
| 李顯曜 |                          | 職員 |
| 沈愛琳 |                          | 職員 |
| 陳狄克 | 就 哥                    | （第1、6、12集） |
| 黃得生 |                          | 殺手（第1集） |
| 盧偉文 |                          | 殺手（第1集） |
| 盧偉文 | 兒子（第29集）           | |
| 范仲   |                          | 殺手（第1集） |
| 范仲   | 男客人（第19集）         | |
| 朱斐斐 | Kitty                    | 店員（第1、4集） |
| 蕭徽勇 | Ken                      | （第1集） |
| 謝可逸 |                          | 鄰居（第1集） |
| 李天縱 | 阿 爽                    | （第1－2、4－5、8集） |
| 安德尊 |                          | 司儀（第1集） |
| 呂善婷 |                          | 佳麗（第1集） |
| 呂善婷 | 太子女（第5集）          | |
| 李芷晴 |                          | 佳麗（第1集） |
| 劉嘉琪 |                          | 佳麗（第1集） |
| 劉嘉琪 | 職員（第2－3、10、22集） | |
| 梁雯蔚 |                          | 模特兒（第1、4、10集） |
| 杜愛恩 |                          | 模特兒（第1、4、10集） |
| 陳苑澄 |                          | 模特兒（第1、4、10集） |
| 陳苑澄 | 產品女郎（第28集）       | |
| 陳靖雲 |                          | 記者（第1集） |
| 陳靖雲 | Mary                     | （第9－13、15、17－22、24、27、29集） |
| 陳戩浩 |                          | 記者（第1、3、13－14、18－20、24－25集） |
| 何晉樂 |                          | 記者（第1、3、13－14、18－20、24集） |
| 羅毓儀 |                          | 客人（第1、25、28、30集） |
| 黎文傑 |                          | 客人（第1集） |
| 鄭雋熹 |                          | 同學（第1集） |
| 鄭雋熹 | 藍天之保鏢（第21集）     | |
| 黎康祺 |                          | 隊員（第1集） |
| 吳星疇 |                          | 隊員（第1集） |
| 傅啟濠 |                          | 隊員（第1集） |
| 李泓靖 |                          | 隊員（第1集） |
| 李泓靖 | 客人（第25、28、30集）   | |
| 鄭恕峰 | 邵 總                    | （第2集） |
| 葉凱茵 | Joey                     | （第2－3、10、22集） |
| 楊 埕  | 阿 冰                    | 王林之女友，後分手（第2、5－7、16、20集） |
| 葉蒨文 | Gogo                     | （第2－4、11、15－17、19－20集） |
| 周麗欣 |                          | 職員（第2－3、10、22集） |
| 霍健邦 | 韜 哥                    | 炸鷄店老闆 唐仁、李小勇之好友（第2－4、11、15－16、20－21集） |
| 鍾志光 | 葉律師                   | （第2、21集） |
| 尹詩沛 | Lay                      | （第3集） |
| 黎寬怡 |                          | 靚女（第3集） |
| 鄭詠謙 |                          | 警察（第3集） |
| 梁百川 |                          | 警察（第3集） |
| 區軒瑋 |                          | 蔡思琪之男友（第3集） |
| 關梓陽 |                          | 蔡思琪之男友（第3集） |
| 葉家泓 |                          | 蔡思琪之男友（第3集） |
| 姚宏遠 |                          | 蔡思琪之男友（第3集） |
| 林俊其 |                          | 新郎（第3集） |
| 郭千瑜 |                          | 伴娘（第3集） |
| 王卓淇 |                          | 伴娘（第3集） |
| 陳諾忠 |                          | 伴郎（第3集） |
| 樓嘉豪 |                          | 伴郎（第3集） |
| 樓嘉豪 | 男客人（第24集）         | |
| 伍禮騫 |                          | 結他手（第4集） |
| 伍禮騫 | 藍天之保鏢（第21集）     | |
| 程 皓  | 范丁丁                   | （第4集） |
| 張韡騰 |                          | 鬍鬚仔（第4、6、13、21集） |
| 陳家良 |                          | 副導演（第4、6、13集） |
| 楊瑞麟 | 趙 董                    | （第4集） |
| 吳子冲 |                          | 店員（第4－6、10－13、17－18集） |
| 鄧嘉傑 | Sean                     | 舞蹈教師（第4－5集） |
| 蘇麗明 | Molly                    | （第5集） |
| 李漫芬 |                          | 瑜伽導師（第5集） |
| 黃浩霆 |                          | 模特兒（第6集） |
| 黃梓瑋 | Pinky                    | KTV老闆（第6集） |
| 曾海昌 |                          | 健身教練（第6集） |
| 胡美貽 | 陳雅潔                   | 蘇澤基之前女友（第7集） |
| 周嘉全 |                          | 沈慧之助手（第7集） |
| 李啟傑 | Simon                    | （第7集） |
| 李嘉晉 | 阿 泓                    | （第7、9、11－13、16、18－19、29集） |
| 湯俊明 | 超 哥                    | （第8集） |
| 吳展驊 | Peter                    | （第9－15、17－19、21集）於第19集被文革職，說會報復 |
| 林宥喬 | Paul                     | （第9－13、15、17－22、24、27、29集） |
| 趙璧渝 | Ann                      | （第9－13、15、17－22、24、27、29集） |
| 威廉陳 |                          | 老闆（第9集） |
| 馮子亮 |                          | 侍應（第9集） |
| 朱樂洺 |                          | 宅男（第9集） |
| 謝芷倫 | 紅 姐                    | （第10集） |
| 楊證樺 | Scott                    | 酒吧老闆 蔡思琪、蘇澤基之好友 於第18集癌症而死亡（第10－11、14－15、17集） |
| 區靄玲 |                          | 程志華之母 與蔡思琪不和（第10、14－15集） |
| 陳嘉慧 |                          | 靚女（第11－12集） |
| 陳嘉慧 | 店員（第13集）           | |
| 程浩駿 |                          | 壯男（第11集） |
| 蔡國慶 | 鄭維德                   | 鄭宇之爺爺（第12－13、15集） |
| 劉家聰 |                          | 鄭維德之助手（第12－13、15集） |
| 楊嘉欣 | 阿 芝                    | （第12、16、18－20集） |
| 容羨媛 | 顏珠迪                   | Judy（第12－14集） |
| 何泳芍 |                          | 秘書（第12集） |
| 曾慧雲 |                          | 店員（第12－15集） |
| 冼灝英 | 藍 天                    | 藍嵐之父 要求唐仁與其女兒結婚以協助其父之生意（第13－15、18、21－22集） |
| 譚焯升 |                          | 藍天之手下（第13－15、18、21－22集） |
| 鄒兆霆 |                          | 藍天之手下（第13－15、18、21－22集） |
| 潘冠霖 |                          | 司儀（第13集） |
| 李 岡  | 榮 生                    | （第13集） |
| 秦啟維 |                          | 監製（第14集） |
| 何偉業 | Eric                     | （第14－15、17－19集） |
| 黃潤成 |                          | 男公關（第14集） |
| 潘芳芳 | 李校長                   | 麥子風、王麗美母校之校長（第15集） |
| 鍾 晴  | Lulu                     | （第15集） |
| 邵卓堯 |                          | 拍賣官（第15集） |
| 孫慧雪 | 韓 太                    | 韓磊之妻（第16、22－23集） |
| 吳珮如 | 甜 甜                    | （第16、20、22集） |
| 陳穎熙 | 吳菲菲                   | 模特兒（第16、25集） |
| 鄧永健 |                          | 醫生（第17集） |
| 姚瑩瑩 | Helen                    | （第19、25、28集） |
| 魏惠文 |                          | 管家（第19－21集） |
| 林景程 | 余冏皓                   | 立法會候選人 文靖之好友（第19、25－26集） |
| 邱 晴  | 豆 豆                    | 麥子風之表姨甥女 與周卓軒於第20集一起回倫敦（第19－20集） |
| 馬貫東 | 穆 鳩                    | 導演（20、22、24集） |
| 溫裕紅 |                          | 珠寶店職員（第20集） |
| 羅 鴻  | 邱比特                   | 演員（第20、24集） |
| 崔錦棠 |                          | 經紀（第20集） |
| 余子明 |                          | 喇沙大王 唐仁之父（第21集） |
| 劉桂芳 |                          | 何雨欣之母（第21集） |
| 白 雲  |                          | 化妝師（第21集） |
| 陳念君 |                          | 店員（第21集） |
| 林浩文 |                          | 少年（第22集） |
| 吳綺珊 | Louise                   | （第22－23、25、27集） |
| 周亦鵬 |                          | 店員（第22集） |
| 楊家寶 |                          | 侍應（第23－24、26－29集） |
| 郭浩皇 |                          | 酒保（第23－24、26－29集） |
| 王致狄 |                          | 男客人（第24集） |
| 許思敏 | 芳 姐                    | 麥子風之管家（第24集） |
| 莫家淦 |                          | 富二代（第25集） |
| 趙樂賢 |                          | 咖啡店老闆 蘇澤基之好友（第25、28、30集） |
| 馮柏堯 |                          | 客人（第25、28、30集） |
| 陳銳峰 |                          | 客人（第25、28、30集） |
| 廖家爵 |                          | 客人（第25、28、30集） |
| 吳天兒 |                          | 客人（第25、28、30集） |
| 董敬文 |                          | 農夫（第26－27集） |
| 林可悅 |                          | 秘書（第22集） |
| 周梓盈 | Sam                      | 經理（第27集） |
| 陳榮峻 |                          | 的士司機（第27集） |
| 沈可欣 |                          | 師奶（第27集） |
| 黃文意 |                          | 客人（第28集） |
| 林子超 |                          | 主管（第28集） |
| 陳俊堅 |                          | 主任（第28集） |
| 鄧美欣 |                          | 產品女郎（第28集） |
| 梁珈詠 | 霍 太                    | 掌摑何雨欣（第28集） |
| 李善   |                          | 狗主（第28－29集） |
| 姚亦澧 |                          | 經理（第29集） |
| 莫偉文 |                          | 父親（第29集） |
| 蕭凱欣 |                          | 護士（第29－30集） |
| 林慧君 |                          | 護士（第30集） |
| 袁鎮業 |                          | 助手（第30集） |
| 文雅   | 阿 敏                    | （第30集） |
| 曾琬莎 |                          | 司儀（第30集） |
| 蔡康年 |                          | 主持（第30集） |
| 曾健明 |                          | 看更 |

## 片尾語錄
| 集數 | 語錄                                                                                               |
| 1    | 尋找是一種期望，遍尋不獲是一種折磨，尋著了是一個終結。                                             |
| 2    | 我們能夠放下尊嚴，放下固執，都是因為放不下一個人。                                                 |
| 3    | 堅持下去，並不是我們真的足夠堅強，而是我們別無選擇⋯                                                |
| 4    | 人一生大多背負著兩個包袱：「昨天的煩惱」和「明天的憂慮」，可是人卻忘記了要活在今天。               |
| 5    | 謊言，可以傷害人，亦可以保護自己。人，躲在謊言裡面，就是悲劇，活在謊言裡面，則是幸福。             |
| 6    | 因為快樂所以沉迷，也許上癮只是因為⋯⋯⋯太寂寞。                                                      |
| 7    | 騙得到人，騙得到自己，就是真相。騙得到人，騙不了自己，就是秘密。                                   |
| 8    | 愛情是一種嚴重的精神病，奇怪的是⋯大多數人都想一病不起。                                            |
| 9    | 害怕悲劇重演，我的命中命中，越美麗的東西我越不可碰⋯（1996年王菲歌曲「暗湧」歌詞）                  |
| 10   | 沒有答案的問題仍是問題，沒有問題的答案，卻不可能是答案⋯                                            |
| 11   | 氣味除了激發愛情，在每一種氣味背後，都可能珍藏了一段回憶⋯                                          |
| 12   | “Anything that can go wrong, will go wrong” ... ... is wrong!                                      |
| 13   | 人生就好似踩單車一樣，要保持平衡，就要一直向前。                                                   |
| 14   | 當你筋疲力歇，瀕臨放棄的一刻，就是臨界點。只要你堅毅地撐下去，就會挺過臨界點，進入一個新的境界⋯    |
| 15   | 肉體可以坦誠相見，心卻無法坦誠相向。                                                               |
| 16   | 人生最遺憾，莫過於⋯輕易地放棄了不該放棄的，卻固執地堅持了不該堅持的。                              |
| 17   | 結束冷戰的方式只有兩種，一種是妥協，另一種是死劫。                                                 |
| 18   | 女人妒忌源於小器，男人妒忌源於自卑。                                                               |
| 19   | 平行線不可怕，最可怕是交叉線，曾經交疊，最後卻越走越遠。                                           |
| 20   | 丘比特是個賭徒，他孤注一擲，輸掉雙目，成了瞎子，從此，人類的愛情變得盲目，不是用眼，而是用心體會。 |
| 21   | 誰都知道婚姻是戀愛的墳墓，但許多人都渴望壽終正寢。                                                 |
| 22   | 也許千世才有一雙梁祝可以化蝶，其餘的只能化作蟑螂，蒼蠅，醜屁蟲，吸血蚊，愛情並不如童話般美麗。     |
| 23   | 生命的誕生，是一條單程路，不能回頭，也沒有終點⋯                                                    |
| 24   | 我無堅不摧，不是我特別強壯，只是我擅於偽裝。                                                       |
| 25   | 記得最牢的事，就是一心要忘記的事。                                                                 |
| 26   | 但凡辛苦，便是強求。                                                                               |
| 27   | 逃避雖然可恥，但未必無用，只要有個防空洞。                                                         |
| 28   | 愛情是燈，友情是影子。當燈滅了，你才發覺其實影子到處都是。                                         |
| 29   | 似病似死間，也可能豁然開朗，驚鴻一瞥，執掌起滿天晚霞。                                             |
| 30   | 一個被掩藏千古的真理，女人的幸福，從來不需要男人成就。                                             |

## 收視
本劇於香港無綫電視翡翠台及myTV SUPER七日跨平台總收視之紀錄：
| 週次 | 集數   | 日期                         | 平均收視 | 最高收視 | 備註                         |
| 1    | 1－5   | 2021年3月22日－2021年3月26日 | 23.6點   |          |                              |
| 2    | 6－10  | 2021年3月29日－2021年4月2日  | 23.5點   |          |                              |
| 3    | 11－15 | 2021年4月5日－2021年4月9日   | 22.7點   | 23.6點   | 第12集七天跨平台總收視23.6點 |
| 4    | 16－20 | 2021年4月12日－2021年4月16日 | 24.6點   | 26.0點   | 第19集七天跨平台總收視26.0點 |
| 5    | 21－25 | 2021年4月19日－2021年4月23日 | 24.1點   | 24.9點   | 第24集七天跨平台總收視24.9點 |
| 6    | 26－30 | 2021年4月26日－2021年4月30日 | 24.5點   |          |                              |
| 全劇 | 全劇   | 全劇                         | 23.8點   | 26.0點   |                              |

## 獎項及提名

### 萬千星輝頒獎典禮2021
| 年份   | 獎項                      | 單位                          | 結果     |
| ------ | ------------------------- | ----------------------------- | -------- |
| 2021年 | 最佳劇集                  | 《愛美麗狂想曲》              | 最後五強 |
| 2021年 | 馬來西亞最喜愛TVB電視劇集 | 《愛美麗狂想曲》              | 提名     |
| 2021年 | 最佳男主角                | 陳 豪                         | 最後十強 |
| 2021年 | 最佳男主角                | 蕭正楠                        | 最後十強 |
| 2021年 | 馬來西亞最喜愛TVB男主角   | 陳 豪                         | 提名     |
| 2021年 | 馬來西亞最喜愛TVB男主角   | 蕭正楠                        | 提名     |
| 2021年 | 最佳女主角                | 李佳芯                        | 提名     |
| 2021年 | 最佳女主角                | 陳 瀅                         | 最後十強 |
| 2021年 | 馬來西亞最喜愛TVB女主角   | 李佳芯                        | 最後五強 |
| 2021年 | 馬來西亞最喜愛TVB女主角   | 陳 瀅                         | 提名     |
| 2021年 | 最受歡迎電視男角色        | 陳 豪（麥子風）               | 提名     |
| 2021年 | 最受歡迎電視男角色        | 蕭正楠（唐 仁）               | 提名     |
| 2021年 | 最受歡迎電視男角色        | 曹永廉（蘇澤基）              | 提名     |
| 2021年 | 最受歡迎電視女角色        | 李佳芯（王麗美）              | 獲獎     |
| 2021年 | 最受歡迎電視女角色        | 陳 瀅（李小勇）               | 提名     |
| 2021年 | 最受歡迎電視女角色        | 譚凱琪（何雨欣）              | 提名     |
| 2021年 | 最佳男配角                | 曹永廉                        | 提名     |
| 2021年 | 最佳男配角                | 何廣沛                        | 最後十強 |
| 2021年 | 最佳女配角                | 譚凱琪                        | 提名     |
| 2021年 | 最佳女配角                | 朱智賢                        | 提名     |
| 2021年 | 飛躍進步男藝員            | 馬貫東                        | 最後六強 |
| 2021年 | 飛躍進步男藝員            | 胡 㻗                         | 提名     |
| 2021年 | 飛躍進步女藝員            | 陳 瀅                         | 最後五強 |
| 2021年 | 飛躍進步女藝員            | 林凱恩                        | 提名     |
| 2021年 | 最受歡迎電視歌曲          | 愛很美麗（菊梓喬主唱）        | 提名     |
| 2021年 | 最受歡迎電視歌曲          | Falling in love（譚嘉儀主唱） | 提名     |
| 2021年 | 最受歡迎電視拍檔          | 蕭正楠 、陳 瀅                | 提名     |

## 外部連結
- 《愛美麗狂想曲》最新消息 - Instagram
- 《愛美麗狂想曲》myTV SUPER 12.14浪漫登場 - TVB Weekly （页面存档备份，存于）
- 《愛美麗狂想曲》登場李佳芯論盡加冕圓夢 - TVB Weekly （页面存档备份，存于）
- 《愛美麗狂想曲》女人當自強 - TVB Weekly （页面存档备份，存于）
- 豆瓣电影上《愛美麗狂想曲》的資料 （简体中文）
- 愛美麗狂想曲｜人物篇｜王麗美｜李佳芯 - TVB (official) （页面存档备份，存于）
- 愛美麗狂想曲｜人物篇｜麥子風｜陳豪 - TVB (official) （页面存档备份，存于）
- 愛美麗狂想曲｜人物篇｜蔡思琪｜楊詩敏 - TVB (official) （页面存档备份，存于）
- 愛美麗狂想曲｜人物篇｜蘇澤基｜曹永廉 - TVB (official) （页面存档备份，存于）
- 愛美麗狂想曲｜人物篇｜唐仁｜蕭正楠 - TVB (official) （页面存档备份，存于）
- 愛美麗狂想曲｜人物篇｜李小勇｜陳瀅 - TVB (official) （页面存档备份，存于）

## 電視節目的變遷
| 香港 無綫電視翡翠台／ 澳門 TVB Anywhere翡翠台 星期一至五 20:30－21:30 | 香港 無綫電視翡翠台／ 澳門 TVB Anywhere翡翠台 星期一至五 20:30－21:30 | 香港 無綫電視翡翠台／ 澳門 TVB Anywhere翡翠台 星期一至五 20:30－21:30 |
| --------------------------------------------------------------------- | --------------------------------------------------------------------- | --------------------------------------------------------------------- |
|                                                                       | 愛美麗狂想曲 （2021年3月22日－2021年4月30日）                         |                                                                       |
| 失憶24小時 （2021年2月15日－2021年3月20日）                           | 逆天奇案 （2021年5月3日－2021年6月11日）                              |                                                                       |

| 香港 無綫電視翡翠台 星期一至五 11:45－12:40 | 香港 無綫電視翡翠台 星期一至五 11:45－12:40   | 香港 無綫電視翡翠台 星期一至五 11:45－12:40 |
| ------------------------------------------- | --------------------------------------------- | ------------------------------------------- |
|                                             | 愛美麗狂想曲 （2023年3月15日－2023年4月25日） |                                             |
| 多功能老婆 （2023年2月7日－2023年3月14日）  | 貓屎媽媽 (2023年4月26日－2023年5月23日)       |                                             |

| 美国 TVB1 星期一至五 黃金劇場 東岸時間 20:00－21:00 | 美国 TVB1 星期一至五 黃金劇場 東岸時間 20:00－21:00 | 美国 TVB1 星期一至五 黃金劇場 東岸時間 20:00－21:00 |
| --------------------------------------------------- | --------------------------------------------------- | --------------------------------------------------- |
|                                                     | 愛美麗狂想曲 （2021年3月22日－2021年4月30日）       |                                                     |
| 失憶24小時 （2021年2月15日－2021年3月20日）         | 逆天奇案 （2021年5月3日－2021年6月11日）            |                                                     |

| 新加坡翡翠台 星期一至五 20:30－21:30        | 新加坡翡翠台 星期一至五 20:30－21:30          | 新加坡翡翠台 星期一至五 20:30－21:30 |
| ------------------------------------------- | --------------------------------------------- | ------------------------------------ |
|                                             | 愛美麗狂想曲 （2021年3月22日－2021年4月30日） |                                      |
| 失憶24小時 （2021年2月15日－2021年3月20日） | 逆天奇案 （2021年5月3日－2021年6月11日）      |                                      |

| 马来西亚 Astro AOD 星期一至五 20:30－21:30  | 马来西亚 Astro AOD 星期一至五 20:30－21:30    | 马来西亚 Astro AOD 星期一至五 20:30－21:30 |
| ------------------------------------------- | --------------------------------------------- | ------------------------------------------ |
|                                             | 愛美麗狂想曲 （2021年3月22日－2021年4月30日） |                                            |
| 失憶24小時 （2021年2月15日－2021年3月20日） | 逆天奇案 （2021年5月3日－2021年6月11日）      |                                            |

| 马来西亚、 菲律賓 翡翠台 星期一至五 20:30－21:30 | 马来西亚、 菲律賓 翡翠台 星期一至五 20:30－21:30 | 马来西亚、 菲律賓 翡翠台 星期一至五 20:30－21:30 |
| ------------------------------------------------ | ------------------------------------------------ | ------------------------------------------------ |
|                                                  | 愛美麗狂想曲 （2021年3月22日－2021年4月30日）    |                                                  |
| 失憶24小時 （2021年2月15日－2021年3月20日）      | 逆天奇案 （2021年5月3日－2021年6月11日）         |                                                  |

| 加拿大 新時代電視2高清台 西岸時間／溫哥華 星期一至五 16:30－17:30 | 加拿大 新時代電視2高清台 西岸時間／溫哥華 星期一至五 16:30－17:30 | 加拿大 新時代電視2高清台 西岸時間／溫哥華 星期一至五 16:30－17:30 |
| ----------------------------------------------------------------- | ----------------------------------------------------------------- | ----------------------------------------------------------------- |
|                                                                   | 愛美麗狂想曲 （2021年3月22日－2021年4月30日）                     |                                                                   |
| 失憶24小時 （2021年2月15日－2021年3月20日）                       | 逆天奇案 （2021年5月3日－2021年6月11日）                          |                                                                   |
| 東岸時間／多倫多 星期一至五 19:30－20:30                          |                                                                   |                                                                   |
| 失憶24小時 （2021年2月15日－2021年3月20日）                       | 愛美麗狂想曲 （2021年3月22日－2021年4月30日）                     | 逆天奇案 （2021年5月3日－2021年6月11日）                          |

| 澳洲 翡翠台 星期二至六 20:30－21:30         | 澳洲 翡翠台 星期二至六 20:30－21:30          | 澳洲 翡翠台 星期二至六 20:30－21:30 |
| ------------------------------------------- | -------------------------------------------- | ----------------------------------- |
|                                             | 愛美麗狂想曲 （2021年3月23日－2021年5月1日） |                                     |
| 失憶24小時 （2021年2月16日－2021年3月21日） | 逆天奇案 （2021年5月4日－2021年6月12日）     |                                     |

| 新加坡 HUB娛家戲劇台 劇集首映 星期一至五 20:00－21:00 | 新加坡 HUB娛家戲劇台 劇集首映 星期一至五 20:00－21:00 | 新加坡 HUB娛家戲劇台 劇集首映 星期一至五 20:00－21:00 |
| ----------------------------------------------------- | ----------------------------------------------------- | ----------------------------------------------------- |
|                                                       | 愛美麗狂想曲 （2021年7月28日－2021年9月7日）          |                                                       |
| 陀槍師姐2021 （2021年6月16日－2021年7月27日）         | 伙記辦大事 （2021年9月8日－2021年10月21日）           |                                                       |

| 马来西亚 八度空间 TVB之最 星期一至五 19:00-19:58 | 马来西亚 八度空间 TVB之最 星期一至五 19:00-19:58 | 马来西亚 八度空间 TVB之最 星期一至五 19:00-19:58 |
| ------------------------------------------------ | ------------------------------------------------ | ------------------------------------------------ |
|                                                  | 爱美丽狂想曲 (2022年2月22日—2022年4月4日)        |                                                  |
| 陀枪师姐2021 (2022年1月4日—2022年2月21日)        | 逆天奇案 （2022年4月5日—2022年5月16日）          |                                                  |

| 马来西亚 八度空間 星期一至五 13:00-14:00           | 马来西亚 八度空間 星期一至五 13:00-14:00             | 马来西亚 八度空間 星期一至五 13:00-14:00 |
| -------------------------------------------------- | ---------------------------------------------------- | ---------------------------------------- |
|                                                    | 爱美丽狂想曲（重播） （2022年9月27日—2022年11月7日） |                                          |
| 陀枪师姐2021（重播） (2022年8月16日—2022年9月26日) | 逆天奇案（重播） （2022年11月8日—2022年12月19日）    |                                          |